# くじゃく座ベータ星
くじゃく座β星は、くじゃく座の恒星で3等星。
λ星がカシオペヤ座γ星のようなBe星でない限り、この星が星座内で2番目に明るい。

## 特徴
この星は、6000万年ほど前に、10,700ケルビン、32太陽光度、1.7太陽半径、スペクトル型B9.5程のB型主系列星としてはじまった。今後は、さらに巨大化し、最終的には現在の30%の質量の白色矮星になると推測されている。